# Digitaria breedlovei
Digitaria breedlovei là một loài thực vật có hoa trong họ Hòa thảo. Loài này được R.W.Pohl & Davidse mô tả khoa học đầu tiên năm 1992.